# Estádio de Níjni Novgorod
Estádio de Níjni Novgorod é um estádio russo de futebol, que foi sede da Copa do Mundo FIFA de 2018. Recebeu seis partidas da competição.
A área total projetada do edifício do estádio é de 127.500 m².
Terá uma capacidade de 44.899 espectadores, incluindo 902 lugares para grupos de pessoas de mobilidade reduzida, juntamente com pessoas acompanhantes. Espera-se que, após o término do torneio, o estádio será usado para jogos de casa do FC Olimpiyets Nizhny Novgorod na Russian Premier League.
Na primavera de 2017, o governador Valery Shantsev sugeriu que o estádio será usado para competições em outros esportes, bem como para outros grandes eventos e concertos.

## Construção
No final de 2014, o Ministério do Esporte da Federação Russa assinou um contrato com a OAO Stroytransgaz para a construção de um estádio no valor de 16,756 bilhões de rublos para uma área de 21,6 hectares. O custo total estimado do estádio, que inclui, além dos trabalhos de construção e instalação realizados pelo empreiteiro geral, também o custo do projeto, é de 17,9 bilhões de rublos.
Os trabalhos na construção do estádio "Nizhny Novgorod" começaram em 2015.
Até o final de 2015, a JSC Stroytransgaz realizou as principais atividades da etapa preparatória de obras e parte dos trabalhos do período principal de construção - escavação, instalação de pilhas e colocação de uma base monolítica. A criação de estruturas monolíticas do 1º andar do estádio e os edifícios dos grupos de entrada foram iniciados.
Em 2016, as obras básicas de concreto foram concluídas - todos os pisos do estádio e a plataforma do nível superior foram erguidos. Os construtores começaram a instalar sistemas de engenharia. No final de 2016, o empreiteiro instalou estruturas metálicas acima da zona da tribuna, incluindo o anel de suporte - pouco mais de 50% da cobertura total do estádio.
Em 2017 ocorre a conclusão da instalação na posição de projeto final das estruturas de aço do revestimento, concretando os suportes do nível inferior e passagem superior do pedestre. Além disso, os construtores devem realizar a instalação do telhado, a fachada, a construção do campo de futebol e completar o trabalho de acabamento até 2018. A melhoria e o comissionamento do território serão realizados.
Nos termos do contrato, o trabalho de construção e instalação deverá ser concluído em dezembro de 2017.
Em julho de 2017, o estádio começou a semear o gramado. Para a sementeira, foram selecionadas várias variedades de gramado "Rigras". Na base do gramado, colocaram-se escombros e areia, que foram testados com sucesso na Escócia. Dois meses depois, quando o sistema radicular do gramado é formado, é costurado com fios de polímero.

## Copa do Mundo FIFA de 2018
| Data        | Hora  | 1ª equipe  | Placar        | 2ª equipe     | Fase             | Público |
| ----------- | ----- | ---------- | ------------- | ------------- | ---------------- | ------- |
| 18 de Junho | 15:00 | Suécia     | 1 – 0         | Coreia do Sul | Grupo F          | 42,300  |
| 21 de Junho | 21:00 | Argentina  | 0 – 3         | Croácia       | Grupo D          | 43,319  |
| 24 de Junho | 15:00 | Inglaterra | 6 – 1         | Panamá        | Grupo G          | 43,319  |
| 27 de Junho | 21:00 | Suíça      | 2 – 2         | Costa Rica    | Grupo E          | 43,319  |
| 1 de Julho  | 21:00 | Croácia    | 1 (3) – (2) 1 | Dinamarca     | Oitavas-de-final | 40,851  |
| 6 de Julho  | 17:00 | Uruguai    | 0 – 2         | França        | Quartas-de-final | 43,319  |